# Miroslav Zajonc
Miroslav Zajonc detto Miro, il cui cognome viene anche indicato come Zayonc (Nový Smokovec, 10 giugno 1960) è un ex slittinista cecoslovacco naturalizzato statunitense.

## Biografia
Iniziò a gareggiare a livello giovanile per la nazionale cecoslovacca, ma, a causa del clima politico dell'epoca nella sua nazione, nell'agosto del 1981, mentre si trovava in vacanza in Austria, si recò presso una stazione di polizia per chiedere asilo politico. Dopo aver passato un breve periodo in un campo per rifugiati austriaco, si trasferì negli Stati Uniti d'America, con la speranza di poter entrare a far parte della nazionale a stelle e strisce, ma il regolamento dell'Associazione di Slittino degli Stati Uniti (USLA) non prevedeva la possibilità di accettare atleti che entro il 1984 non fossero stati in possesso della cittadinanza americana e che conseguentemente non avrebbero potuto prendere parte ai Giochi di Sarajevo 1984.
Per questo motivo non poté gareggiare nella stagione 1981/82, ma già in quella successiva tornò sulle piste sotto i colori del Canada, la cui federazione non prevedeva vincoli restrittivi come quella statunitense, conquistando la medaglia d'oro nel singolo ai campionati mondiali di Lake Placid 1983. Questa fu la prima volta che una nazione non europea trionfò in una competizione tra Giochi olimpici, campionati mondiali o anche solo in una tappa di Coppa del Mondo. Non possedendo la cittadinanza canadese e stante le disposizioni del CIO, nonostante fosse il detentore del titolo iridato, non poté gareggiare alle Olimpiadi del 1984. Nel 1985 richiese la cittadinanza statunitense ed iniziò quindi a gareggiare sotto quei colori, lasciando la squadra canadese.
In Coppa del Mondo conquistò il primo podio, il 30 gennaio 1983 nel singolo a Lake Placid (2°). In classifica generale come miglior risultato si piazzò al quarto posto nel 1986/87 nel doppio in coppia con Timothy Nardiello.
Prese parte ad una sola edizione dei Giochi olimpici invernali, anche se la sua presenza fu in dubbio fino all'ultimo per ben due motivi: il primo di natura burocratica, poiché il nullaosta da parte del Comitato Olimpico Cecoslovacco affinché Zajonc potesse gareggiare con un'altra nazionale arrivò solo poche ore prima del termine ultimo dato dal CIO per nominare i propri atleti; il secondo invece fu di natura fisica, infatti qualche settimana prima dei Giochi, nel corso dei trials statunitensi che qualificavano per le olimpiadi, ebbe un incidente in gara e si ruppe il tallone destro. A Calgary 1988 dovette quindi rinunciare a disputare il singolo, ma riuscì comunque a prendere il via nel doppio sempre in coppia Nardiello, grazie ad uno speciale tutore alla gamba che era ingessata dal ginocchio in giù e concludendo all'undicesimo posto quella che fu la sua ultima gara a livello internazionale.
Dopo il ritiro dalle competizioni divenne allenatore e dal 1990 entrò a far parte dello staff tecnico della nazionale statunitense, incarico che ricopre ancora oggi.

## Palmarès

### Mondiali
- 1 medaglia:
  - 1 oro (singolo a Lake Placid 1983).

### Coppa del Mondo
- Miglior piazzamento in classifica generale nel doppio: 4° nel 1986/87.
- 3 podi (2 nel singolo e 1 nel doppio):
  - 2 secondi posti (1 nel singolo e 1 nel doppio);
  - 1 terzo posto (nel singolo).